# Paul Dupuis
Paul Dupuis (* 11. August 1916 in Montreal; † 31. Januar 1976 in Saint-Sauveur/Québec) war ein kanadischer Schauspieler.
Dupius besuchte 1933–34 das Collège de l’Assomption. Danach ging er an das Collège St. Laurent, wo er Mitglied von Émile Legaults Amateurschauspielgruppe Les Compagnons de St. Laurent wurde. Nach dem Abschluss seiner Ausbildung arbeitete er kurze Zeit als Cartoonist für eine Zeitung, dann als Sprecher und Programmdirektor bei Radio-Canada. 1937 wurde er Mitarbeiter der CBC, die ihn als Kriegskorrespondent nach London schickte. Bekannt wurde 1945 seine Reportage Mort du Soldat Bourdage au Front.
Seinen ersten Filmauftritt hatte Dupuis 1943 in dem Spionagefilm Yellow Canary, seine erste bedeutende Rolle 1945 in Charles Frends Film Johnny Frenchman neben Patricia Roc, Paul Walls und Françoise Rosay. Der Film wurde Anfang 1946 erfolgreich am Imperial Theatre in Montreal uraufgeführt. Bis 1951 spielte er in England in fünfzehn Filmen, darunter The White Unicorn, Passport to Pimlico, Madness of the Heart, The Reluctant Widow und Sleeping Car to Trieste (mit Derrick De Marney und Jean Kent). In Frankreich entstanden u. a. die Filme L’Inconnue de Montréal, Les Pépés font la loi und Passion de femmes.
Dupuis’ erster in Kanada entstandener Film war La Forteresse (1946) mit Nicole Germain, Jacques Auger und Henri Letondal. Im Fernsehen war er u. a. in Étienne Brûlé, Gibier de Potence, Ti-Coq und Les Belles Histoires des Pays d’en Haut zu sehen. Als Theaterschauspieler trat er unter anderem 1952/53 als Frère Dominique in Jeanne d’Arc au bûcher in der Regie von Jan Doat und unter musikalischer Leitung von Wilfrid Pelletier und 1953 in Ten Little Indians mit den Canadian Players auf.
In den 1960er Jahren moderierte Dupuis im Fernsehen das Frauenmagazin Voix de Femmes mit Françoise Gaudet-Smet und Thérèse Casgrain. Im Rundfunk sprach er die Rolle des Julien Bédard in Jeunesse Doré, war Erzähler in Madeleine Gérômes Une demie heure avec… und Sprecher in André Morins Show Au Pays du Long Sommeil.

## Filmografie (Auswahl)
- 1955: Napoleon (Napoléon)